# Shabbir Ali
Shabbir Ali (Hyderabad, India; 26 de enero de 1956) es un exfutbolista y entrenador de fútbol de India que jugaba en la posición de delantero.

## Carrera

### Club
| Periodo   | Club                   |
| --------- | ---------------------- |
| 1971–1972 | Hyderabad Arsenal Club |
| 1972-1978 | Tata Sports Hyderabad  |
| 1978–1979 | East Bengal            |
| 1973–1984 | Mohammedan SC Kolkata  |
| 1984–1985 | Victoria SC            |

### Selección nacional
Jugó para India sub-20 en 1974 con la que anotó cinco goles en seis partidos y fue el capitán cuando ganó el título del Campeonato Juvenil de la AFC 1974. Militó con la selección absoluta de 1974 a 1984 donde anotó 23 goles en 66 partidos, participó en la Copa Asiática 1984 y en los Juegos Asiáticos de 1982, aparte de las clasificaciones a Juegos Olímpicos, Copa Mundial y otros torneos regionales.

### Entrenador
| Periodo   | Club                  |
| --------- | --------------------- |
| 1985–1992 | Mohammedan SC Kolkata |
| 1992–1993 | Rajasthan Club        |
| 1993–1995 | Peerless SC           |
| 1997–2000 | Salgaocar SC          |
| 2000–2001 | Mahindra United       |
| 2004      | Churchill Brothers    |
| 2005      | Salgaocar SC          |
| 2007–2010 | Mohammedan SC Kolkata |
| 2011–2012 | Southern Samity       |

## Actualidad
En febrero de 2021 Ali fundó una academia de fútbol en Hyderabad, India llamada Shabbir Ali Football Academy, la cual inició operaciones un mes después. La academia está afiliada a la Telangana Football Association.
El 2 de septiembre de 2022 fue nombrado de manera unánime como presidente del Comité Supervisor de la All India Football Federation. También fue incluido en la mesa de los futbolistas destacados de la AIFF.

## Logros

### Jugador
India
- Copa Pesta Sukan: 1971[20]

India U20
- AFC Asian U-19 Championship: 1974[21]

Mohammedan Sporting
- Calcutta Football League: 1981
- Federation Cup: 1983–84
- Copa Rovers: 1980, 1984
- Sait Nagjee Trophy: 1984
- DCM Trophy: 1980
- Sikkim Gold Cup: 1980

### Entrenador
Mohammedan Sporting
- Federation Cup: 1984–85; runners-up: 1989–90
- Copa Stafford: 1991
- Sait Nagjee Trophy: 1991, 1992
- Bordoloi Trophy: 1985, 1986, 1991
- All Airlines Gold Cup: 1986
- Independence Day Cup: 1988
- Kalinga Cup: 1991
- Vizag Trophy: 1986

Salgaocar
- National Football League: 1998–99

### Individual
- Goleador del AFC Youth Championship: 1974[23]
- Goleador de la Calcutta Football League: 1983[22]

### Premios
- Premio Dhyan Chand en 2011,[24][25] por su trabajo con el Salgaocar Club entre 1997 y 1999.[2][26]
- Banga Bhushan en 2014 por el gobierno de Bengala Occidental[27]